# Nieuwe avonturen van Dik Trom (film)
Nieuwe avonturen van Dik Trom is een Nederlandse film uit 1958 in zwart-wit en geluid van Henk van der Linden. Hij is gebaseerd op het gelijknamige jeugdboek van C. Joh. Kieviet.
In het Guinness Book of Records van 1994 stond dat deze Dik Trom-film de langstlopende film in de Nederlandse bioscopen was. De film draaide van 1958 tot het voorjaar van 1987 altijd wel ergens in een theater of bioscoop.

## Verhaal
Dik Trom is de jongen die veel kattenkwaad uithaalt, vooral met meneer Flipse komt hij vaak in aanvaring. Ook zit er een goede kant aan Dik, als hij een actie houdt om geld op te halen om zo de oogoperatie van blinde Nelly te kunnen betalen.

## Cast
| Acteur             | Personage               |
| ------------------ | ----------------------- |
| Sjefke Nievelstein | Dik Trom                |
| Rinus Bonekamp     | Flipse                  |
| Minnie Mennens     | Blinde Nelly            |
| Michel Odekerken   | Vader Trom              |
| Mia Maessen        | Moeder Trom             |
| Thea Eyssen        | Moeder van Blinde Nelly |
| Johnnie Custers    | Bruin Boon              |

1896-1909 · 1910-19 · 1920-29 · 1930-39 · 1940-49 · 1950-59 · 1960-69 · 1970-79 · 1980-89 · 1990-99 · 2000-09 · 2010-19
· 2020-29